# Żary (stacja kolejowa)
Żary – jeden z większych dworców kolejowych w województwie lubuskim.

## Krótki opis
Według klasyfikacji PKP ma kategorię dworca regionalnego. Dworzec posiada budynek stacyjny, w nim – kasę biletową, zadaszone perony, lokomotywownię, przejście podziemne i semafory kształtowe.

## Ruch pasażerski[2]
| Rok  | Wymiana pasażerska na dobę | Miejsce w Polsce |
| ---- | -------------------------- | ---------------- |
| 2017 | 700-999                    | bd.              |
| 2018 | 700-999                    | bd.              |
| 2019 | 700-999                    | 357.             |
| 2020 | 500-699                    | 330.             |
| 2021 | 500-699                    | 340.             |
| 2022 | 1000                       | 324.             |
| 2023 | 1200                       | 302.             |

## Infrastruktura

### Linie kolejowe
- 14 Łódź Kaliska – Tuplice
- 282 Miłkowice – Żary (dawniej Miłkowice – Jasień)
- 370 Zielona Góra Główna – Żary